# Pelomys isseli
Pelomys isseli — вид гризунів родини мишевих. Зустрічається тільки в Уганді. Його природні місця існування — орні землі та сільські сади. Йому загрожує втрата середовища проживання.

## Морфологічні характеристики
Дрібний гризун з довжиною голови і тіла від 115 до 149 мм, довжиною хвоста від 135 до 171 мм, довжиною стопи від 28 до 32 мм, довжиною вуха від 12,5 до 18,5 мм і вагою до 60 грамів. Шерсть м'яка. Верх коричнево-жовтий, усипаний чорнуватими волосками, уздовж хребта від вух до основи хвоста тягнеться чорнувато-бура поздовжня смуга, а черевні частини білувато-сірі. Шия сірувата. Вуха вкриті дрібними жовтуватими волосками і мають чорнувату смужку по передньому краю. Біля основи кожного з них є клаптик кремово-білого волосся. Задня частина ніг біла. Хвіст довший за голову й тулуб, зверху чорний, знизу білий.

## Поведінка
Це наземний вид.